# Дунмэнь (станция метро)
«Дунмэнь» (англ. Dongmen; кит. 東門) — пересадочный узел Тайбэйского метрополитена, который связывает линии Даньшуй и Чжунхэ. Находится на территории района Чжунчжэн в Тайбэе. Станция линии Чжунхэ была открыта 30 сентября 2012 года, а станция на линии Даньшуй была открыта 24 ноября 2013 года. На станции установлены платформенные раздвижные двери.